# الخلافات خلال الانتخابات التركية العامة في نوفمبر 2015
تركزت الخلافات خلال الانتخابات التركية العامة في نوفمبر 2015 بشكل أساسي على تصاعد العنف في الجنوب الشرقي وتصاعد الهجمات الإرهابية المحلية المرتبطة بكل من حزب العمال الكردستاني وتنظيم الدولة الإسلامية (داعش). نمت المخاوف الدولية أيضًا من زيادة الرقابة على وسائل الإعلام، حيث اتُهمت الحكومة باستهداف منافذ إخبارية تعرف على وجه التحديد بأنها قريبة من جماعة كولن مثل كانال تورك وبوغون. أدت المخاوف المتعلقة بالسلامة بسبب الصراع المتصاعد إلى اقتراح الحكومة دمج صناديق الاقتراع في المناطق المتضررة ونقلها إلى مواقع أكثر أمانًا، مع انتقاد المعارضة لهذه الخطوة باعتبارها محاولة لخفض أصوات حزب الشعوب الديمقراطي، التي استطلعت بقوة في الانتخابات العامة في يونيو عام 2015.

## المخاوف الأمنية
منذ أواخر عام 2012، أجرت الحكومة التركية مفاوضات سلام مع منظمة حزب العمال الكردستاني الانفصالية الكردية من أجل إنهاء 40 عامًا من الصراع العرقي في جنوب شرق البلاد ذي الأغلبية الكردية. أدت المفاوضات، المسماة عملية الحل، إلى وقف نسبي لإطلاق النار، مع ادعاء النقاد أن وقف إطلاق النار أدى إلى تقوية حزب العمال الكردستاني وأن فظائعهم مرت دون أن يلاحظها أحد في محاولة من قبل الحكومة للحفاظ على عملية الحل.

### تفجير سروج
في 20 يوليو 2015، أدى تفجير انتحاري في بلدة سروج على الحدود التركية السورية على يد مسلح من تنظيم الدولة الإسلامية إلى مقتل 32 ناشطًا من الجناح الشبابي للحزب الاشتراكي للمضطهدين. كان النشطاء يخططون لعبور الحدود للمساعدة في جهود الإغاثة في بلدة كوباني الكردية، التي كانت محاصرة من قبل مقاتلي التنظيم قبل أن تهزمها وحدات حماية الشعب الكردية. وردًا على ذلك، قتل مسلحو حزب العمال الكردستاني ضابطي شرطة مقابل ما اعتبروه تعاونًا بين الحكومة التركية وتنظيم الدولة الإسلامية، في حين انخرط مسلحو التنظيم في اشتباكات مسلحة مباشرة مع المواقع العسكرية التركية في بلدة البيلي الحدودية، مما أسفر عن مقتل جندي واحد. وردًا على ذلك، سمحت الحكومة بشن غارات جوية على كل معسكرات حزب العمال الكردستاني في شمال العراق ومواقع تنظيم الدولة الإسلامية في سوريا.

### تمرد حزب العمال الكردستاني 2015

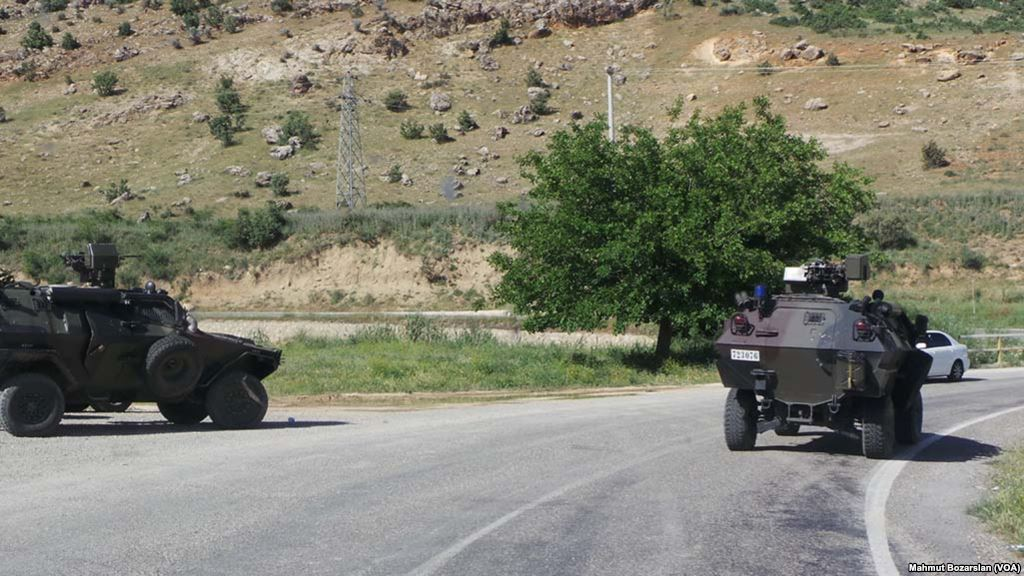
آليات للجيش التركي في ديار بكر عقب انهيار عملية الحل في يوليو 2015

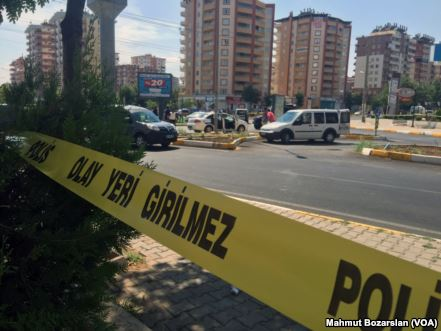
في أعقاب هجوم حزب العمال الكردستاني الإرهابي في ديار بكر في أغسطس 2015

أدى التخلي عن عملية الحل مع المتمردين الأكراد وسياسة التقاعس من قبل الحكومة التركية ضد تنظيم الدولة الإسلامية إلى استئناف العنف في الجنوب الشرقي، مع استئناف مقاتلي حزب العمال الكردستاني للهجمات على مواقع الجيش والشرطة التركية. قُتل أكثر من 90 من أفراد الجيش أو الشرطة بحلول 6 سبتمبر 2015، مما أثار مخاوف بشأن إمكانية إجراء انتخابات سلمية في المنطقة. ادعى زعيم حزب الشعوب الديمقراطي الموالي للأكراد صلاح الدين دميرطاش أن الظروف في الجنوب الشرقي لم تكن مناسبة لإجراء انتخابات سلمية، حيث عاد مسؤولو الحزب الذين يحققون في المنطقة بتقارير سلبية. في أوائل سبتمبر، زار ثلاثة أعضاء من حزب الشعب الجمهوري كل من وان، وهكاري ومنطقة يوكسكوفا وذكروا في تقريرهم، الذي تضمن روايات من والي هكاري وقائم مقام يوكسكوفا، أن البلديات التي يديرها حزب الشعوب الديمقراطي في المنطقة كانت تجند علنًا مقاتلين لحزب العمال الكردستاني وتتشاور معهم قبل اتخاذ القرارات. كما وثق التقرير حالات لأعضاء من جناح شباب حزب العمال الكردستاني حاولوا عسكرة المنطقة، وممارسة التهريب لتمويل عملياتهم وإجبار الأفراد على القيام بدعاية لحزب العمال الكردستاني.

### وقف إطلاق النار من قبل حزب العمال الكردستاني
في 11 أكتوبر 2015، أعلن حزب العمال الكردستاني وقف إطلاق النار من جانب واحد من أجل ضمان انتخابات سلمية. رفضت الحكومة التركية وقف إطلاق النار، وواصلت القيام بعمليات عسكرية ضد مواقع حزب العمال الكردستاني.

## الرقابة على وسائل الإعلام
ومع التوقعات بأن سيطرة حزب العدالة والتنمية على وسائل الإعلام ستنخفض بعد خسارة الأغلبية في انتخابات يونيو، إلا أن الحكومة شنت حملات قمع مثيرة للجدل على وسائل الإعلام الموالية للمعارضة في الفترة التي سبقت التصويت. في سبتمبر، ثار جدل دولي حول اعتقال 3 صحفيين من فايس نيوز لِتهم تتعلق بالإرهاب أثناء تغطيتهم تصاعد الاضطرابات في جنوب شرق تركيا. فشل أعضاء المجلس الأعلى للإذاعة والتلفزيون، الذي ينظم الإعلام التركي، في انتخاب رئيس جديد بسبب الجمود السياسي، حيث فشل مرشح حزب العدالة والتنمية أو حزب الحركة القومية أو حزب الشعوب الديمقراطي في الفوز بأصوات كافية من أعضاء المجلس التنفيذي الحزبي.
في 3 أكتوبر، نظم آلاف الصحفيين وأعضاء من جمعيات صحفية عديدة مظاهرة في ميدان تقسيم للاحتجاج على الرقابة المتزايدة على الصحافة.

### قمع وسائل الإعلام الموالية لكولن

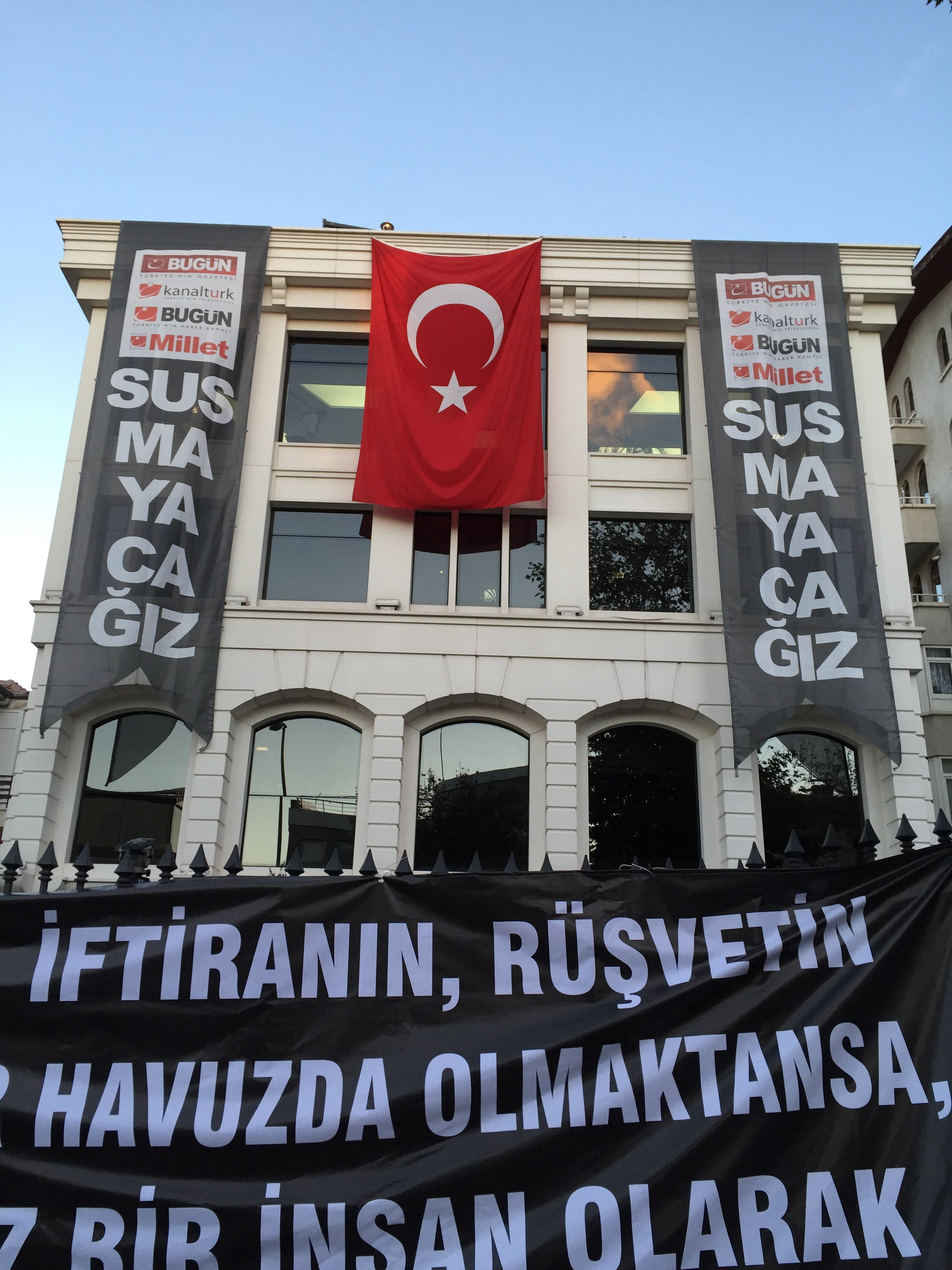
لافتات احتجاجية في مقر شركة كوزا إيبيك الإعلامية المقتحمة

في 1 سبتمبر، شنت الشرطة مداهمات على 23 شركة مختلفة تابعة لمجموعة كوزا إيبيك، المعروفة بعلاقاتها الوثيقة مع جماعة كولن. اعتقل رجل الأعمال أكين إيبيك بزعم أنه مدير منظمة إرهابية مسلحة، وهي تهمة ادعى أنها ليست أكثر من افتراء. كانت القناة التلفزيونية كانال تورك وصحيفة بوغون من بين المستهدفين، حيث نشرت بوغون عناوين صحفية تتهم الحكومة بتمويل تنظيم الدولة الإسلامية في وقت سابق من ذلك اليوم. لقد تعرضت المداهمات ضد وسائل الإعلام المناهضة لحزب العدالة والتنمية لانتقادات من قبل مراسلون بلا حدود والعديد من جمعيات الصحفيين الوطنية. ردًا على الحملة القمعية ضد وسائل الإعلام المعارضة، نشرت صحيفة سوزكو الموالية للمعارضة عنوانًا في عددها اليومي، جاء فيه «إذا صمتت سوزكو، فستصمت تركيا كذلك».

### جدلنوكتا
في 14 سبتمبر 2015، أمر المدعي العام بمصادرة جميع نسخ مجلة نوكتا، التي نشرت عددًا يحتوي على صورة معدلة بالفوتوشوب لرجب طيب أردوغان يلتقط صورة سيلفي أمام جنازة جندي، على أساس أنها «أساءت إلى الرئيس» وعملت مثل «دعاية لمنظمة إرهابية مسلحة». جادل محامو المجلة بأن مصادرة المجلة دون أمر من المحكمة غير قانوني، وذكروا أن البلاد قد اتخذت خطوة أخرى إلى الوراء فيما يتعلق بحرية الصحافة.

### الهجوم على أحمد هاكان
في الساعات الأولى من يوم 1 أكتوبر، تعرض أحمد هاكان، كاتب عمود في صحيفة حريت ومقدم البرنامج الحواري السياسي المنطقة المحايدة (بالتركية: Tarafsız Bölge)، لهجوم من قبل أربعة أشخاص خارج منزله. لقد تم نقله إلى المستشفى ولاحقًا إلى غرفة الجراحة. ورد في البداية أن الحادث كان نتيجة غضب على الطريق دون أي علاقة بصحافة هاكان، مع أنه ظهر لاحقًا أن ثلاثة من المهاجمين الأربعة كانوا أعضاءً في حزب العدالة والتنمية، وتم عزلهم لاحقًا من الحزب. في البداية كان يُنظر إلى عبد الرحيم بوينوكالين، الذي قاد سابقًا حشدًا من 200 من أنصار حزب العدالة والتنمية لمهاجمة مقر صحيفة حريت، على أنه مشتبه به، لكنه أصدر لاحقًا بيانًا ينفي أي صلة له بالهجوم. تم اعتقال سبعة أشخاص بسبب الهجوم، مع اعتقال واحد فقط. ادعى أحد المشتبه بهم المتورطين أن الشرطة دفعت لهم 25 ألف ين لتنفيذ الهجوم، زاعمًا أن جهاز الاستخبارات الوطنية والشرطة والرئيس رجب طيب أردوغان كانوا جميعًا على علم بالمؤامرة.

## العنف السياسي

### الهجوم على مقرحريت

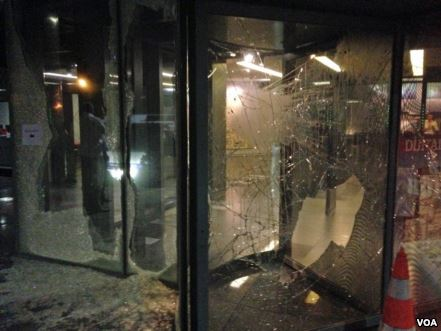
آثار الهجمات على مقر صحيفة حريت مطلع سبتمبر 2015

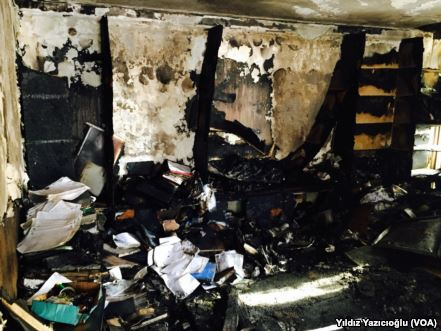
قسم الأرشيف في مقر حزب الشعوب الديمقراطي بعد تعرضه لهجوم حريق من قبل قوميين أتراك في سبتمبر 2015

في 6 سبتمبر، هاجمت مجموعة من 200 مناصر لحزب العدالة والتنمية مقر مركز دوغان الإعلامي، الذي يضم مكاتب صحيفة حريت. نشرت الصحيفة خبرًا إخباريًا حول مقابلة مع أردوغان أجرتها قناة تلفزيونية أخرى بعد وقت قصير من مقتل 16 جنديًا في انفجار عبوات ناسفة في داغليجا وقد أثارت تصريحات أردوغان، التي تضمنت ادعاءً بأن الهجمات لم تكن لتحدث لو فاز حزب العدالة والتنمية بـ400 مقعد في يونيو 2015، ضجة واتهم أنصار حزب العدالة والتنمية الصحيفة بإساءة اقتباس الرئيس. قاد النائب عن حزب العدالة والتنمية وزعيم جناح الشباب عبد الرحيم بوينوكالين الحشود ضد حريت، مما أثار انتقادات شديدة ثم تم إرساله إلى المحكمة بسبب التحريض على الكراهية والتخريب. وقع هجوم آخر من قبل مجموعة مكونة من 100 متظاهر على حريت في 8 سبتمبر في كل من مقراهما في إسطنبول وأنقرة، وهذه المرة تم إطلاق النار على المبنى. تم القبض على 6 أشخاص لدورهم في الهجمات.

### الهجوم على المكتب المركزي لحزب الشعوب الديمقراطي
بعد أن تكبد الجيش التركي خسائر فادحة في معارك ضد حزب العمال الكردستاني في كل من داغليجا وإغدير، نظم المتظاهرون القوميون مظاهرات وهاجم الكثيرون فروع مكاتب حزب الشعوب الديمقراطي احتجاجًا على صلات الحزب بحزب العمال الكردستاني. تعرض مقر حزب الشعوب الديمقراطي أيضًا لهجوم حريق رغم إخماد الحريق بسرعة. في 9 سبتمبر، أعلن صلاح الدين دميرطاش تعرض 400 مكتب فرعي لحزب الشعوب الديمقراطي للهجوم في اليومين الماضيين واتهم قادة حزب العدالة والتنمية بمحاولة دفع البلاد إلى حرب أهلية. ومع ذلك، زعمت عمدة الجزيرة ليلى عمرة، عضو حزب المناطق الديمقراطي، الحزب الشقيق لحزب الشعوب الديمقراطي، أنهم سيبدأون حربًا أهلية ضد تركيا من الجزيرة. أسفرت المعارك بين حزب الشعوب الديمقراطي والقوميين عن سقوط قتلى وجرحى، في حين أشعل المتظاهرون النار في مكان عمل مرشح سابق لحزب الشعوب الديمقراطي.

### الهجمات ضد حزب الشعب الجمهوري
بالإضافة إلى حزب الشعوب الديمقراطي، تعرضت مكاتب المكاتب الفرعية لحزب الشعب الجمهوري في سينكان وقونية للهجوم، حيث تعرضت المكاتب والمركبات الموجودة خارجها للتخريب الشديد. زعم حزب الشعب الجمهوري أن منفذي الهجمات في سينكان كان من بينهم أعضاء في المواقد العثمانية (عثمانلي أوكاكلاري). وفي 26 أكتوبر، أطلق مسلحون كانوا يقودون سياراتهم بالقرب من مقر حزب الشعب الجمهوري في أنقرة خمس طلقات على المبنى، مع عدم مقتل أو إصابة أي شخص. صرح زعيم حزب الشعب الجمهوري، كمال قلجدار أوغلي، أن حزبه لن يخاف من الهجوم بينما أعربت الأطراف الأخرى عن إدانتها للحادث.
أثناء التصويت المبكر، وقع اشتباك خارج السفارة التركية في طوكيو في أكتوبر 2015 بين الأكراد في اليابان ونظرائهم الأتراك والذي بدأ عندما هاجم الأتراك الأكراد بعد رفع علم حزب كردي في السفارة. 

### تفجيرات أنقرة
قبل 21 يومًا من يوم الاقتراع في 10 أكتوبر 2015، استهدف انتحاريان الحاضرين في مسيرة سلام جرت خارج محطة سكة حديد أنقرة المركزية، مما أسفر عن مقتل 97 شخصًا وإصابة أكثر من 500 آخرين وفقًا لبعض التقارير. كان الهجوم الإرهابي الأكثر دموية في التاريخ التركي الحديث، مما تسبب في موجات من الاحتجاجات العامة التي اتهمت الحكومة بتقديم دعم ضمني وعدم القيام بما يكفي لمحاربة تنظيمات مثل تنظيم الدولة الإسلامية. نفت الحكومة هذه المزاعم وأعلنت الحداد العام لمدة ثلاثة أيام، بينما ألقى حزب الشعوب الديمقراطي الموالي للأكراد اللوم على حزب العدالة والتنمية الحاكم في الهجوم. كما أثارت التفجيرات أيضًا مخاوف بشأن تمكن الانتحاريين من التهرب من الإجراءات الأمنية من أجل تفجير قنبلتين في وسط العاصمة، مع تحديد موقع الهجوم على مقربة من مقر جهاز الاستخبارات الوطنية.
أعقب التفجير سلسلة من الزلات من قبل زعيم حزب العدالة والتنمية أحمد داود أوغلو، الذي ادعى بعد الهجوم أنهم ألقوا القبض على منفذي الهجمات السابقة مثل تفجير سروج. كان هذا مستحيلًا لأن منفذ الهجوم في سروج كان انتحاريًا قُتل بعد تفجير عبواته الناسفة. وفي وقت لاحق، ادعى داود أوغلو أن لديهم قائمة بالمفجرين الانتحاريين المشتبه بهم، لكنهم لم يتمكنوا من اعتقالهم حتى نفذوا بالفعل هجومًا. لقد تعرض كلا التصريحين إلى الضجة والسخرية على مواقع التواصل الاجتماعي.

## سلامة صناديق الاقتراع وتوزيعها

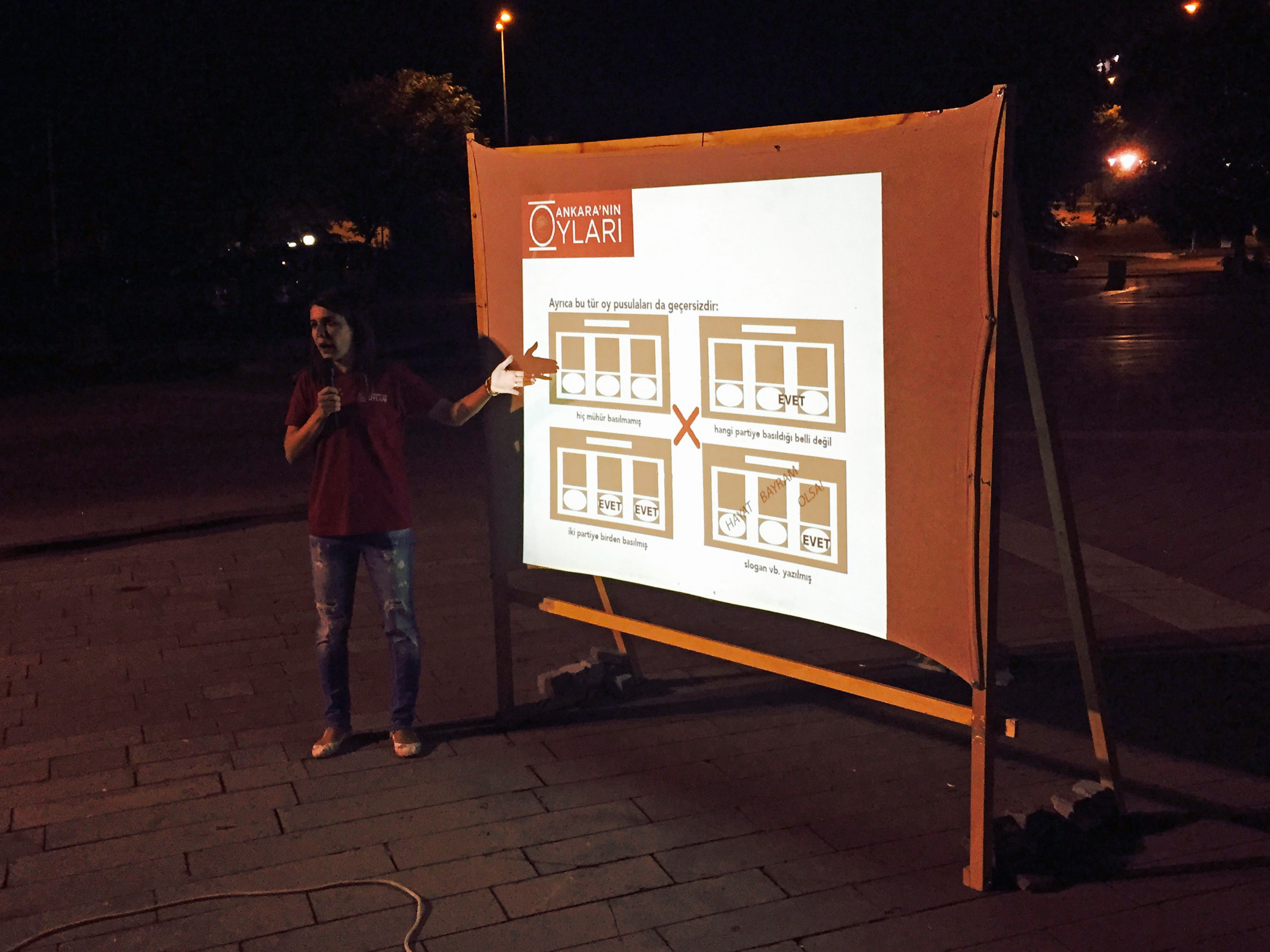
منظمة مراقبة الانتخابات أصوات أنقرة (بالتركية: Ankara'nın Oyları) تقدم عرضًا للمتطوعين بشأن سلامة صناديق الاقتراع. تعرض الشريحة المصورة أمثلة للأصوات غير الصالحة

في سبتمبر 2015، زُعم أن الحكومة بدأت في الضغط على المجلس الأعلى للانتخابات لتحويل الناخبين الذين يعيشون في قرى مرتبطة بمنطقة جنوب شرق الجزيرة إلى وسط المدينة بدلًا من ذلك، بدعوى مخاوف أمنية. كانت الجزيرة تخضع لحظر تجول لمدة 8 أيام بينما نفذت القوات المسلحة عملية أمنية ضد مقاتلي حزب العمال الكردستاني قبل أن تطلب الحكومة «دمج» صناديق الاقتراع. كان مثل هذا القرار سيتطلب من القرويين الذين يعيشون في المستوطنات الريفية أن يشقوا طريقهم إلى وسط المدينة للإدلاء بأصواتهم بدلًا من ذلك.
في 23 سبتمبر، اتخذ المجلس الانتخابي للجزيرة قرارًا بعدم إقامة مراكز اقتراع في 23 قرية ونجع واحد. سيؤثر القرار على 48,687 ناخبًا من أصل 66 ألف ناخب مسجل في الجزيرة، مما يجبرهم على التصويت في أحياء مختلفة. اعترض حزب الشعوب الديمقراطي على القرار ورفض الاعتراف بسلطته، مدعيًا أنه محاولة لتقليص تصويت حزب الشعوب الديمقراطي من خلال تقليل الإقبال في معاقل الحزب الانتخابية. نما الجدل حول القرار أكثر عندما تبين أنه تم اتخاذه من قبل عضو واحد فقط في المجلس الانتخابي، حيث صرح ممثل حزب الشعب الجمهوري بأنه لم يتم استشارته. ومع أن حزب الشعوب الديمقراطي جدد معارضته لهذه الخطوة، فقد اعترف حزب الشعب الجمهوري بأنه كان سيؤيد القرار لو تمت استشارته، مشيرًا إلى أنه كان من المستحيل عمليًا دخول الأحياء المتضررة بسبب الاضطرابات. ومع ذلك، صرح كل من ممثل المجلس الانتخابي الأعلى لحزب الشعب الجمهوري ورئيس المجلس الأعلى للانتخابات بنفسه أن القرارات ليس لها أساس قانوني، مشيرًا إلى وجوب استشارة المجلس الأعلى للانتخابات قبل اتخاذ مثل هذه القرارات. ومع بيان المجلس الأعلى للانتخابات، فقد اتخذ المجلس الانتخابي في يوكسكوفا في ولاية هكاري قرارًا مشابهًا في 28 سبتمبر بعدم إنشاء صناديق اقتراع، مما يتطلب نقل جميع صناديق الاقتراع في القرى الريفية إلى وسط المدينة. في 3 أكتوبر، صوّت المجلس الأعلى للانتخابات ضد نقل صناديق الاقتراع، مما أثار انتقادات شديدة من حزب العدالة والتنمية.
في 5 سبتمبر، طلب حزب الشعوب الديمقراطي من المجلس الأعلى للانتخابات وضع كاميرات لتصوير إجراءات فرز الأصوات في 126 منطقة «ذات مخاطر أمنية عالية». لكن رُفض اقتراحهم في 14 سبتمبر.